# لاميناريا سنكليرية
لاميناريا سنكليرية (الاسم العلمي: Laminaria sinclairii) هو نوع من الطلائعيات يتبع جنس اللاميناريا من فصيلة اللامينارية.